# A17-es autópálya (Németország)
Az A17-es autópálya (németül: Bundesautobahn 17) egy autópálya Németországban. Hossza 45 km.

## Csomópontok és pihenőhelyek
1 A4 E40 Dresden
2 B173
3 B170 CZ
4 Dresden nord
8 D8  E55 CZ Prag/Praha Brno